# Шняевское муниципальное образование
Шняевское сельское поселение — муниципальное образование в Базарно-Карабулакском районе Саратовской области России.
Создано в 2005 году. Административный центр — село Шняево.

## География
Расположено в северо-западной части района, на границе с Пензенской областью.

## Население
| 2010 | 2011 | 2012 | 2013 | 2014 | 2015 | 2016 |
| ---- | ---- | ---- | ---- | ---- | ---- | ---- |
| 930  | ↘926 | ↘884 | ↘857 | ↘834 | ↘806 | ↘791 |
| 2017 | 2018 | 2019 | 2020 | 2021 |      |      |
| ↘762 | ↘734 | ↗738 | ↘723 | ↘716 |      |      |

## Населённые пункты
В состав сельского поселения входят 2 населённых пункта:
| № | Населённый пункт | Тип  | Население |
| - | ---------------- | ---- | --------- |
| 1 | Белая Гора       | село | ↘365      |
| 2 | Шняево           | село | ↘565      |